# KFUM.s Boldklub Odense
KFUM.s Boldklub Odense (ofte omtalt som Odense KFUM) er en dansk fodboldklub fra Odense. Klubben holder til på fodboldbanerne ved Højstrupskolen i det vestlige Odense og havde sin storhedstid i 1960'erne, hvor dens bedste hold spillede syv sæsoner i 2. division og én gang nåede pokalfinalen.

## Historie
Klubbens bedste hold har tidligere været repræsenteret i Danmarksturneringens divisioner, hvor det for første gang spillede i 3. serie vest i sæsonen 1939, hvor det imidlertid sluttede sidst. Klubben vendte tilbage til 3. division i sæsonen 1945-46, hvor holdet forblev i fire sæsoner. Efter to sæsoner i Fynsserien vendte Odense FKUM tilbage til 3. division i sæsonen 1951-52, hvor det i den første sæson opnåede en 2.-plads. Holdet forblev denne gang i 3. division i fem sæsoner, inden det rykkede ned igen.
I forbindelse med udvidelsen af antallet af hold i Danmarksturneringen i 1958, rykkede klubben igen op i 3. division, og i 1960 vandt Odense KFUM rækken og rykkede dermed op i 2. division for første gang. Opholdet i 2. division blev af syv års varighed (1961-1967), og den bedste placering som nr. 3 blev opnået i sæsonen 1964, hvor holdet kun var én placering fra oprykning til 1. division. Samme sæson spillede holdet sig for hidtil eneste gang frem til finalen i landspokalturneringen, hvor det imidlertid tabte til Esbjerg fB med 1-2. Herefter fulgte ni sæsoner i 3. division (1968-1976), inden klubben igen måtte forlade divisionerne.
Klubben vendte tilbage til 3. division i 1979 men rykkede efter kun én sæson i rækken ned i Danmarksserien igen. I 1986 blev det igen til en enkelt sæson i 3. division, inden klubben igen i 1988 returnerde til 3. division, hvor den i denne omgang spillede i tre sæsoner (1988-1990). Siden da har klubben spillet i Danmarksserien eller lavere rækker.

## A-Landsholdspillere
- Helge Jørgensen 6 kampe 2 mål 11.06.1962 – 28.10.1962
- Jens Torstensen 4 kampe 0 mål 12.05.1951 – 25.05.1952